# رزین بویی
رزین پلیزنت بویی (Rezin Pleasant Bowie)‏ (۸ سپتامبر ۱۷۹۳–۱۷ ژانویه ۱۸۴۱)،‏ مزرعه‌دار، مخترع و سرباز مزدور بود. او سه دوره در مجلس نمایندگان لوئیزیانا خدمت کرد.
رزین بویی با برادرش جیمز «جیم» بویی قاچاق برده می‌کردند و بعنوان دلال زمین کار می‌کردند. این دو برادر نخستین کارخانهٔ قند با ماشین بخار را در لوئیزیانا تأسیس نمودند. بویی به‌واسطه ساخت چاقوی بویی اعتبار کسب نمود که پس از استفاده در نبرد سندبار سال ۱۸۲۷ توسط جیمز، مشهور شد.
پس از این‌که جیمز به تکزاس مکزیک رفت، رزین او را در سفر اکتشافی معدن گمشده‌ی سان سبا همراهی نمود. آن‌ها معدن را نیافتند اما از ماجرای آن‌ها در دفع کمین سرخ‌پوستان همه مردم با خبر شد.
بویی در سال‌های اخیر عمر از ضعف بینایی رنج می‌برد. او همراه با خانم و دخترانش در مزرعه‌ای در لوئیزیانا زندگی نمود.

## اوایل سال‌های زندگی
رزین بویی در ۸ سپتامبر سال ۱۷۹۳ در نزدیکی گالاتین تنسی فعلی در شهرستان سومنر قلمروی جنوب‌غربی متولد شد. بویی یکی از ده فرزندی بود که در خانوادهٔ رزین بویی و اپ-کتسبای جانز متولد شد. بویی یکی از دوقلوهای بود با برادرش رزا متولد شد. پدر بویی در نبرد در جنگ انقلاب آمریکا زخمی شده بود و در سال ۱۷۸۲ با خانم جوانی که در قسمت اعادهٔ سلامتیش از وی پرستاری نموده بود، ازدواج کرد. احتمالاً الف با توماس اپ کتسبای جونز (۱۷۹۰–۱۸۵۸) فرماندهٔ نیروی دریایی در نبرد دریاچهٔ بورگن سال ۱۸۱۴ در لوئیزیانا، ارتباط داشت. نام خانوادگی بویی ˈبوی/بو-ییˈ تلفظ می‌شود (هرچند که بعضی از مراجع کتابی به یک تلفظ جایگزین غلط باوی/بوه-یی اشاره دارد).
خانوادهٔ بوییز مکرراً از جای به جای دیگری می‌رفت، نخست در جورجیا ساکن شدند و در آنجا شش فرزند داشتند و سپس به قلمروی جنوب‌غربی (اگر قبل از سال ۱۷۹۰ به آنجا رسیده باشند، این منطقه در آن‌زمان بخشی از ایالت کارولینای شمالی بود) در ایالت بعدی تنسی نقل مکان نمود. سال بعد از تولد بویی خانوادهٔ وی به شهرستان لوگان در ایالت تازه تأسیس کنتاکی نقل مکان نمود. پدر بویی تا سال ۱۷۹۶ مالک ۸ برده، ۷ رأس اسب، ۱۱ رأس گاو و ۱ رأس اسب نریان یا اسب اصلاح نژاد بود. این خانواده در سال بعدی ۲۰۰ جریب (۸۰ هکتار) زمین را در امتداد رودخانهٔ سرخ تصاحب نمود. رزین بویی در سال ۱۸۰۰ ملک خود را به فروش رسانید و خانواده وی دو سال را در محلی که چندین سال بعد به ایالت میسوری تبدیل شد، سپری نمودند. در این برههٔ زمانی این منطقه بخشی از لوئیزیانای بالا یا بخشی از منطقهٔ بود که مقامات استعماری اسپانیایی آن را ناحیهٔ ایلینوی می‌نامیدند.
خانوادهٔ بویی در سال ۱۸۰۲ به لوئیزیانای پائین نقل مکان نمود و در بوشلی بایو واقع پریش رپیدز ساکن شدند. این خانواده بار دیگر در سال ۱۸۰۹ یکبار دیگر نقل مکان نمود و قبل از دریافت خانه دائمی در آپلوسس واقع پریس سنت لندری در سال ۱۸۱۲، در بایو تیچ در قلمروی اورلئان که جدیداً به آمریکا پیوسته بود، ساکن شد. قلمروی اورلئان در همان سال به ایالت لوئیزیانای ایالات متحده تبدیل شد. رزین در این وقت ۱۹ ساله بود.
خانه‌های تمامی آن‌ها در مرز بود و حتی در کودکی از بویی توقع می‌رفت که در پاک‌سازی زمین و زرع محصولات همکاری نماید. بویی و خواهر و برادرش در خانه آموزش داده شدند و خواندن و نوشتن را به زبان انگلیسی فرا گرفتند. رزین همراه نزد برادر بزرگش جیمز صحبت کردن، خواندن و نوشتن اسپانیایی و فرانسوی را به‌صورت روان آموخت. به کودکان نیز شیوه زندگی در مرز و به همین‌گونه طریقهٔ ماهی‌گیری و ادارهٔ مزرعه و کشت زرع آموزش داده شد.
بویی در سال ۱۸۱۴ به آئین کاتولیک رومی گروید و در ۱۵ سپتامبر سال ۱۸۱۴ در کلیسای کاتولیک سنت لندری واقع آپلوسس با مارگارت نیول ازدواج کرد. در همان سال در پاسخ به تقاضای اندرو جکسون برای جمع شدن داوطلبان به هدف جنگ با بریتانیا، بویی و جیمز در گروه شبه‌نظامیان لوئیزیانا نام‌نویسی کردند. جنگ سال ۱۸۱۲ در اوایل سال ۱۸۱۵ پایان یافت و برادران بویی به‌خاطر شرکت در جنگ بسیار دیر به نیو اورلئان رسیدند. بویی بعداً به گردان آویلوس پیوست و در سال ۱۸۲۵ کاپیتان پیاده‌نظام سواره گماشته شد و سپس سرهنگ شد.

## دلال زمین

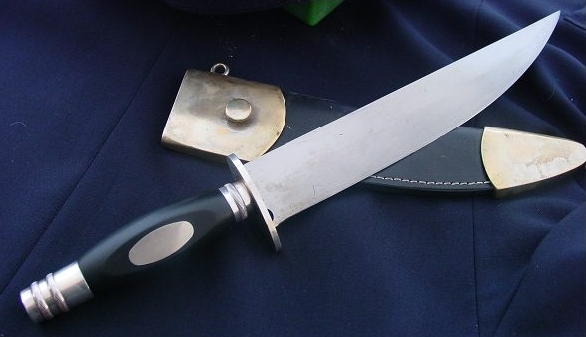
کپی از چاقو به نمایش گذاشته شده در Alamo. جیمز یا رزین بووی آن را به کاپیتان فاولر از تفنگ‌های سواری ایالات متحده داد که تا زمان مرگش در دهه 1840 آن را حمل کرد.

پدر بویی قبل از مرگش در سال ۱۸۱۸ یا ۱۸۱۹ به بویی و برادرش جیمز به هریک ۱۰ برده، اسب‌ها و گاوها داد. این دو برادر به هدف توسعه چندین املاک و مستغلات بزرگ در پریش لافورش، در هفت سال آینده با هم یکجا کار کردند. جمعیت لوئیزیانا به سرعت در حال افزایش بود و این دو برادر می‌خواستند با استفاده از احتکار زمین از افزایش قیمت زمین سود ببرند اما سرمایه کافی برای خریداری قطعات بزرگ زمین نداشتند. آن‌ها برای جمع‌آوری پول در سال ۱۸۱۸ با جین لافایت دزد دریایی وارد همکاری شدند. قبلاً ایالات متحده واردات برده را غیرقانونی اعلام کرد بود و به‌منظور تشویق شهروندان برای گزارش‌دهی از فعالیت‌های غیرقانونی، اکثریت ایالت‌های جنوبی تصمیم گرفتند، نیمی از درآمدی را که برده‌های وارداتی در حراج به‌دست می‌آوردند، به کسانی بدهند که در مورد بازرگانان برده اطلاع می‌دهند.
آن‌ها سه مرتبه به محوطهٔ لافایت در جزیره گالوستون سفر نمودند و در آنجا برده‌های قاچاقی را به قیمت هر پوند ۱ دلار خریداری کردند. آن‌ها سپس اسیران را به لوئیزیانا آوردند و در آنجا به کارمند گمرگ تسلیم کردند. کارمند گمرک سپس برده‌ها را در حراج گذاشت و بویی در حراج برده‌ها را به صورت قانونی خریداری می‌نمود.

## ارجاعات
1. ↑  Evans, John (December 1989). "Bowie (Boo-wee) or Bowie (Bo-wee)? What's in a Name?". Alamo Journal. 69: 6.
2. ↑  Davis, William C. (1998). Three Roads to the Alamo: The Lives and Fortunes of David Crockett, James Bowie, and William Barret Travis. New York: HarperCollins. p. 35. ISBN 0-06-017334-3.
3. ↑  Manns, William (May–June 2004), "The Bowie Knife", American Cowboy, 11 (1): 40–43;
4. ↑  Rezin Pleasant Bowie
5. ↑  Williamson, William R., Rezin P. Bowie, Handbook of Texas, retrieved 2007-10-15
6. ↑  "Bowie knife". Merriam-Webster online dictionary. Archived from the original on 2012-02-08. Retrieved 2011-04-27.
7. ↑  The Columbia Encyclopedia, 6th ed. , 2013, entry "Bowie, James" with pronunciation guide "bō´ē" and key "ō toe" and "ē bee."
8. ↑  The American Heritage Dictionary of the English Language, entry "Bowie, James", with pronunciation guide "bō´ē" and key "ō toe" and "ē bee."
9. ↑  Hopewell (1994), pp. 2–3.
Groneman (1990), p. 19.
Edmondson (2000), p. 86.
10. ↑  Hopewell (1994), p. 4.
11. ↑  Hopewell (1994), pp. 5–6.
12. ↑  Hopewell (1994), p. 7.
13. ↑  Edmondson (2000), p. 88.
14. ↑  Hopthenewell (1994), p. 18.